# Friedrich Wilhelm Spahr

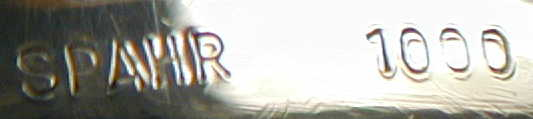
Friedrich Wilhelm Spahr: Typische Punze Spahr 1000 (1000 = reinster Silbergehalt)

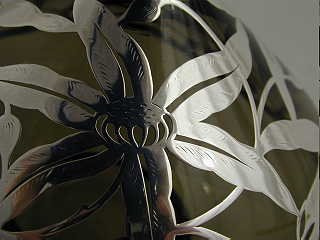
Friedrich Wilhelm Spahr: feinst graviertes Silberoverlay auf Glas

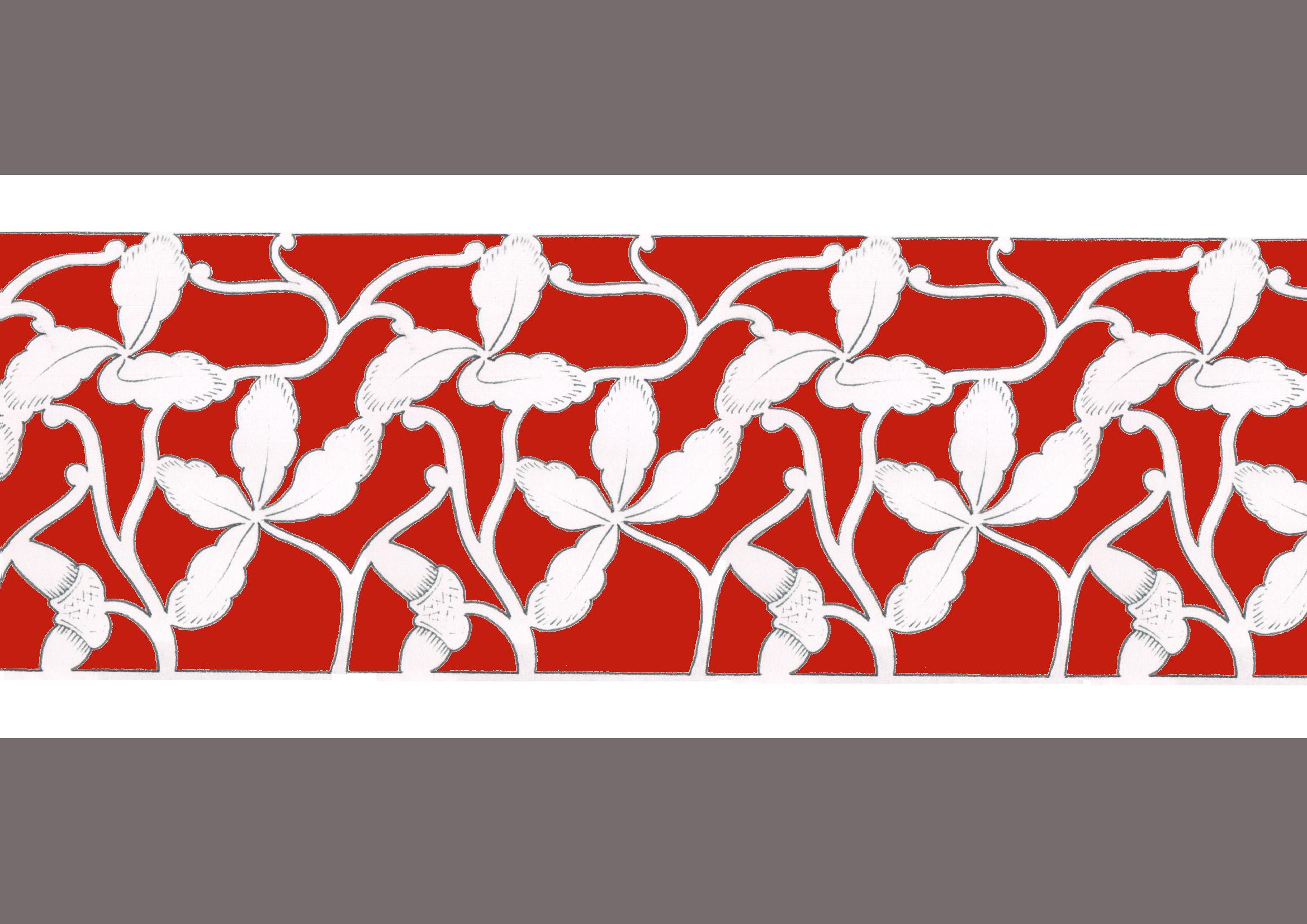
Friedrich Wilhelm Spahr: typisches, sich umlaufend wiederholendes Dekormotiv (exempl.) hier: Eicheln und Blätter

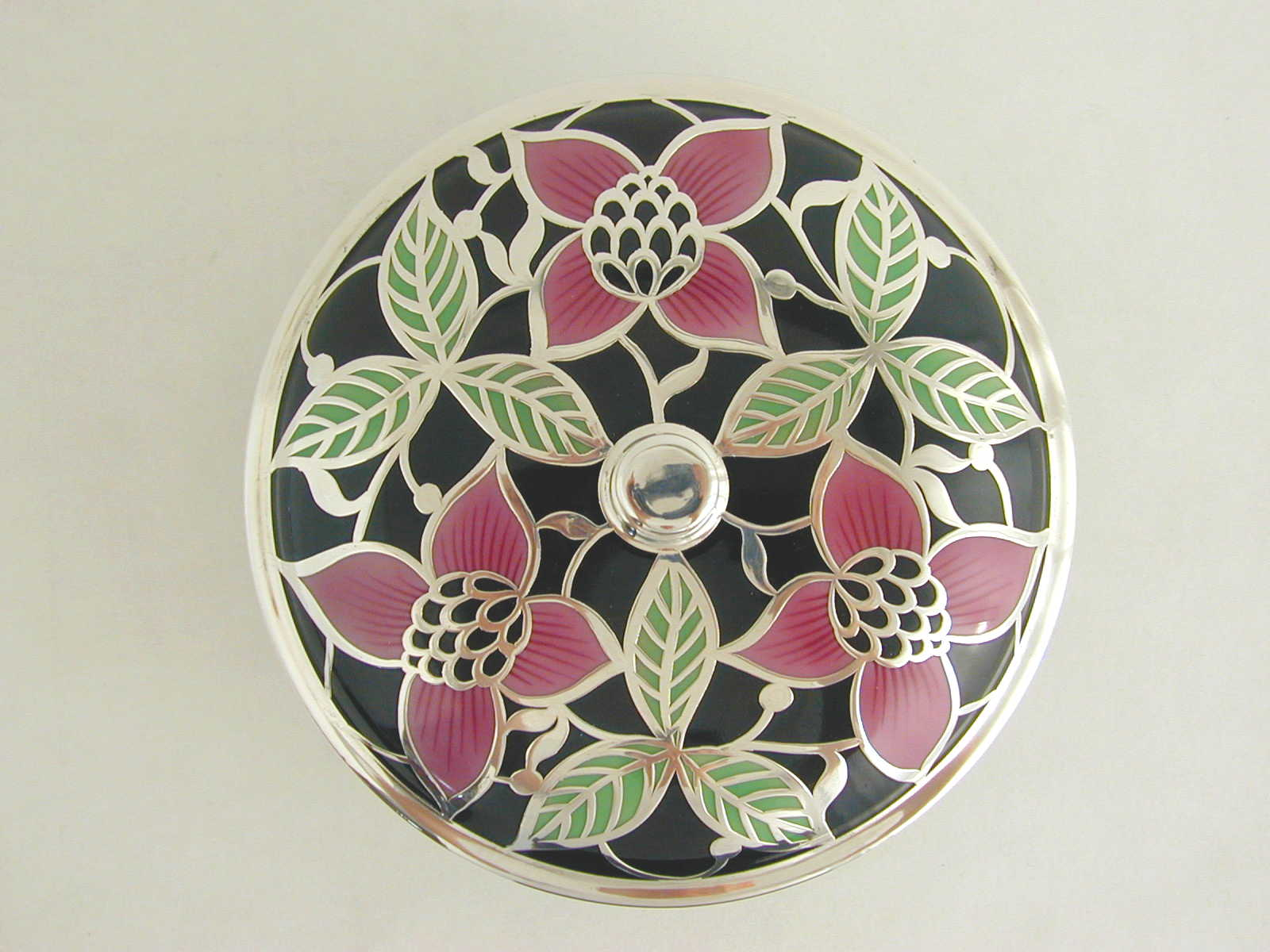
Friedrich Wilhelm Spahr: exempl. für die eigenen Farbglasuren und die dezente Porzellanmalerei

Friedrich Wilhelm Spahr (* 31. März 1900 in Esslingen am Neckar; † offiziell 31. März 1945) war Entwerfer und Hersteller von Silberoverlay auf Porzellan und Glas (früher so genannte Silberbelagwaren).
Silberoverlay ist – vereinfacht – die galvanische Versilberung nichtleitender Oberflächen.
Als Erfinder dieser Technologie gilt Friedrich Deusch (geb. 1855 in Pforzheim). Er begann bereits 1895 mit ersten Versuchen in Berlin und siedelte 1901 in die „Silberstadt“ Schwäbisch Gmünd um. Die Herstellung von Silberoverlay betrieben außerdem die Firma Gebrüder Deyhle (gegr. 1820, aufgegeben 1998/99), wie auch die Silberporzellanmanufaktur Alfred und Manfred Veyhl in Plüderhausen bei Schwäbisch Gmünd (gegr. 1928, 1989 von der Firma Deusch & Co. übernommen). Auch der Adolf Besson KG (gegr. 1892–2010) werden Objekte zugeschrieben (jedoch nicht gesichert).
Friedrich Wilhelm Spahr hat dieses Kunsthandwerk wahrscheinlich bei der (damals) ebenfalls in Schwäbisch Gmünd ansässigen Firma Deusch gelernt (Metallporzellanfabrik Deusch & Co., gegründet 1912). Frühe Arbeiten der Firma Deusch und spätere aus der Firma Spahr weisen eindeutige Parallelen in der formalen und farblichen Ausarbeitung auf.
Am 1. Juli 1937 gründete Spahr seine eigene Manufaktur Spahr & Co. / Silberbelagwaren-Fabrik in Schwäbisch Gmünd. Sie befand sich in der Gemeindehausstraße 6 und dürfte ca. 40 Mitarbeiter verschiedener Fachrichtungen beschäftigt haben (Porzellanmaler, Galvaniseure, Graveure).
Geworben wurde damals für „Silberporzellan und Silberkristallwaren mit gravierbarem Feinsilberbelag“.
Vor allem die frühen Arbeiten von Spahr zeigen eine ihm ganz eigene Formensprache im Art-déco-Stil. Typisch ist die perfekte Gliederung relativ kleiner und gewölbter Flächen (z. B. Vasen) mit komplett umlaufenden, sich wiederholenden Motiven (entweder rein abstrakt oder mit stilisierten, floralen Elementen wie Blätter und Blüten, aber auch Vögel, Libellen etc.).
Bei Spahr nahmen den größten Teil Arbeiten auf Porzellan ein (z. B. Vasen, Mokkaservices, Teller); es wurde aber auch auf Glas, z. B. des bekannten Glasgestalters Jean Beck aus München (1862–1938) oder von WMF versilbert (auch hier meist Vasen oder Trinkgläser). Immer waren es eigene Dekorentwürfe der Fa. Spahr & Co.
Meist wurden die fertigen Stücke mit einer Silberpunze versehen (Anfangs „Spahr 1000  10“, später „Spahr 1000“; seltener gab es auf Porzellanen Stempel in schwarzer Schrift „Spahr 1000  10“, und zum Ende wurden transparente Klebeetiketten mit schwarzer Aufschrift „Spahr Feinsilberauflage 1000/1000“ verwendet).
Der dicke (fühlbare) Silberauftrag ist allen genannten Firmen eigen (im Gegensatz z. B. zu böhmischen oder venezianischen Glaswaren mit dünnschichtigem Silberoverlay). Der Silbergehalt wurde mit „1000“ als reinste Silberform angegeben.
Friedrich Wilhelm Spahr veredelte meist Rohware bzw. schrühgebrannte Markenporzellane (z. B. Hutschenreuther, Rosenthal, Bavaria). Nicht nur die Oberflächendekoration mit Silber, sondern auch eigene Farbglasuren und die Bemalung wurden ausgeführt. Außerdem gibt es zahlreiche Objekte mit feinst gravierten Silberbereichen. Alle Arbeitsgänge zusammengenommen waren extrem aufwendig, was die Endprodukte sehr teuer machte. Daher wurden diese oft bei Juwelieren zum Verkauf angeboten (selten erhaltene Klebeetiketten von Juweliergeschäften belegen dies). Es war somit nie erschwingliche Massenware. Vielmehr waren es exklusive Einzelstücke oder Kleinstserien.
Die Fa. Spahr & Co. dürfte bereits ca. vier Jahre nach ihrer Gründung (also 1940) vorübergehend wieder geschlossen worden sein. Die Einträge im Gewerbeverzeichnis (Stadtarchiv Schwäbisch Gmünd) enden hier. Vermutlich wurde der Betrieb als nicht kriegswichtig eingestuft. Friedrich Wilhelm Spahr wurde 1953 offiziell für tot erklärt (mit Datierung 31. März 1945). Dies legt nahe, dass er im Kriegseinsatz sein Leben verlor. Seine Witwe Erika Spahr (geb. Daibler) betrieb die Manufaktur nach Kriegsende noch bis 1959 und verkaufte dann an die Firma Deyhle. 1982 wurde die Firma endgültig aufgegeben.